# Huis Palts-Bischweiler
Het huis Palts-Bischweiler was een zijtak van het vorstenhuis Palts-Zweibrücken.
In 1640 stond de paltsgraaf van Palts-Zweibrücken de heerlijkheid Bischwiller in de Elzas af aan Christiaan I van Palts-Birkenfeld, waardoor er een afzonderlijke tak Palts-Bischweiler ontstond. 
Na het uitsterven van Palts-Birkenfeld in 1671 erfde Christiaan II het aandeel van de Palts in het graafschap Sponheim. 
Ten gevolge van het huwelijk van Christiaan II met Catharina Agatha van Rappoltstein kwam in 1673 ook het graafschap Rappoltstein (Frans: Ribeaupierre) in zijn bezit. Het gebied werd in 1695 uitgebreid met het graafschap Lützelstein (Frans: La Petite Pierre) na het uitsterven van Palts-Veldenz.
Na het uitsterven van Palts-Zweibrücken in 1731 namen de paltsgraven van Palts-Birkenfeld-Bischweiler in 1734 de regering in dit vorstendom over.